# I'm Going Slightly Mad
I'm Going Slightly Mad è un singolo del gruppo musicale britannico Queen, pubblicato il 4 marzo 1991 come secondo estratto dal quattordicesimo album in studio Innuendo.
Fu volutamente resa umoristica e demenziale da Freddie Mercury, che ne è l'autore.

## Descrizione
Ai tempi della registrazione del brano I'm Going Slightly Mad, a Mercury era già stato diagnosticato che la sua sieropositività al virus dell'HIV (scoperta nella primavera del 1987) si era trasformata in AIDS conclamato, e il cantante fu costretto a rivelare le sue condizioni di salute almeno agli altri tre membri della band a novembre 1989, continuando però a negare ai mass media. Pare che l'ironia presente nella traccia abbia in realtà un sottofondo malinconico, dal momento che tratta proprio della situazione fisica e mentale del cantante alle prese con la malattia, seppur in modo implicito, dicendo di «star diventando un po' matto» («I'm going slightly mad») (il virus dell'HIV, seppur in alcuni casi, può causare anche una forma di "demenza", ed era forse anche questo a cui si riferiva lo stesso, probabilmente intimorito dalla possibilità di poterne, in futuro, soffrire anche lui) oppure Mercury in quel momento faceva riferimento alla sua stanchezza, alla sua depressione e alla sua malinconia (che si esprimerà anche in These Are the Days of Our Lives, scritta da Roger Taylor) in modo ironico e ridicolo.
La canzone è stata inclusa anche nella seconda raccolta della band Greatest Hits II, pubblicato nello stesso anno.

### The Hitman
Il brano, incluso come b-side delle varie versioni del singolo, è stato composto da tutti e quattro i componenti del gruppo. La versione originale è stata in verità concepita da Mercury, «ma la versione definitiva c’entra proprio poco con l'idea iniziale», ha spiegato May. «I riff sono di Freddie, quando la canzone è stata composta io non ero neppure presente. Sono intervenuto per cambiare la tonalità e modificare qualche nota, in modo da renderla suonabile con la chitarra. Poi, visto che ancora non funzionava, John ha deciso di smontarla e ricostruirla da capo. L'ha cambiata completamente. A quel punto io l'ho suonata nella nuova versione. Quindi abbiamo "riempito" il testo, eseguito i cori e dato una rinfrescata finale». Il testo racconta la storia di un assassino che vuole uccidere la sua donna, dopo aver ucciso per lei.

## Video musicale
(Freddie Mercury, the Untold Story, 2000)
Il video fu girato nel febbraio 1991 e mostra i membri del gruppo agire e vestire in modi assurdi: il chitarrista Brian May con un becco da pinguino (una ripresa di una sua fotografia presente nel libretto del primo album Queen), il batterista Roger Taylor con un bollitore da cucina in testa e in sella a un triciclo, un uomo travestito da gorilla, il bassista John Deacon con un cappello da jolly, e Freddie Mercury con indosso una parrucca e un casco di banane in testa.
Al momento della realizzazione del video, Mercury era gravemente malato di AIDS. Per nascondere le sue debilitate condizioni fisiche, il video fu realizzato in bianco e nero e il cantante venne camuffato con un'enorme quantità di trucco. A differenza del successivo clip These Are the Days of Our Lives, in cui la malattia di Mercury si nota chiaramente, qui non salta evidente all'occhio, dal momento che il cantante stesso si muove molto (in These Are the Days of Our Lives le sue condizioni di salute lo porteranno quasi a stare del tutto immobile).

## Tracce
CD singolo (Regno Unito), 12" (Italia, Regno Unito)
1. I'm Going Slightly Mad – 4:22
2. The Hitman – 4:56
3. Lost Opportunity – 3:52

7" (Australia, Regno Unito), MC (Paesi Bassi, Regno Unito)
- Lato A

1. I'm Going Slightly Mad – 4:22

- Lato B

1. The Hitman – 4:56

## Formazione
Gruppo
- Freddie Mercury – voce principale, tastiera
- Brian May – chitarra, tastiera, armonie, voce
- John Deacon – basso, tastiera
- Roger Taylor – batteria, percussioni, tastiera, armonie, voce

Altri musicisti
- David Richards – programmazione

Produzione
- Queen – produzione
- David Richards – produzione, ingegneria del suono
- Kevin Metcalf – mastering

## Classifiche
| Classifica (1991) | Posizione massima |
| ----------------- | ----------------- |
| Belgio (Fiandre)  | 39                |
| Germania          | 42                |
| Irlanda           | 19                |
| Paesi Bassi       | 20                |
| Regno Unito       | 22                |